# 多他神社
多他神社（おおたじんじゃ/たたじんじゃ）は兵庫県美方郡香美町小代区忠宮にある神社。

## 概要
貞観元年（859）9月に創立されたと伝えられ、延喜式の制小社の一つである。近世三宝荒神、多他大明神、忠宮などと称されており、小代の一宮として古くから信仰を集めた。
明治2年（1869）神仏分離の際に社名を多他神社と改めた。

## 祭神

### 主祭神
- 素戔嗚尊（スサノオノミコト）[2]

### 配祀神
- 大田多根子命（オホタタネコノミコト）[2]
- 埴安姫命（ハニヤスヒメノミコト）[2]

主祭神である素戔嗚尊は風の神、配祀神である埴安姫命は土の神として有名である。この地域は古くから畜産をはじめとした農業中心の社会であり、この神社でも農業に深く関連する神々が祀られている。

## 重要建築物
出典：
本殿
- 建立：1739（元文3）年
- 様式：三間社流造、軒唐破風付、柿葺

拝殿
- 建立：19世紀中期
- 様式：桁行三間、梁間二間、入母屋造、向拝一間、鉄板葺

観音堂
- 建立：明治時代
- 様式：桁行一間、梁間三間、入母屋造、鉄板葺

## 歴史
出典:
- 859(貞観元)年9月創立。延喜式の制小社に列せらる。
- 1506(永正3)年9月、毛利元就に命じられ、山本新五郎房家が神主として着任。
- 1663(寛文３)年11月、本殿を建立。
- 1718(享保３)年藩主山名大圓院より米一石の寄進
- 1738(元文３)年9月、本殿を造立。
- 1815(文化１２)年本殿を修復。
- 1860(万延元)年11月、本殿を再建。
- 1869(明治２)年神仏分離の際、山名藩政務局調査の上、神霊を白川神祇伯より勧請。
- 1870(明治３)年正月之を鎮斎して社名を「多他神社」と改める。
- 1873(明治６)年10月村社（近代社格制度）に列す。
- 1917(大正６)年幣殿拝殿を新築。